# Johann Heinrich Dannecker

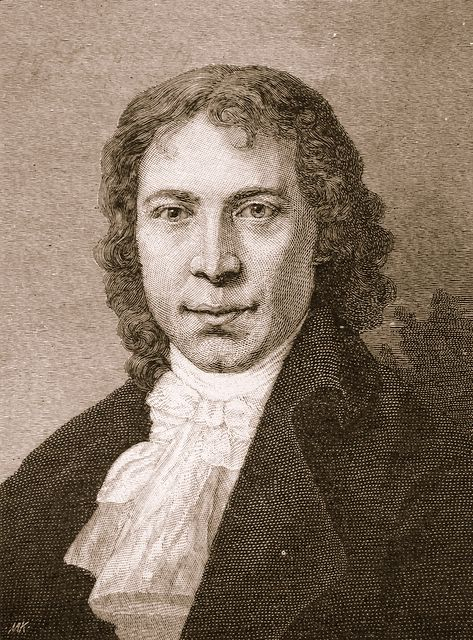
Johann Heinrich Dannecker

Johann Heinrich Dannecker, född 16 oktober 1758 i Stuttgart, död där 8 december 1841, var en tysk skulptör.
Johann Heinrich Dannecker studerade för Augustin Pajou i Paris och slöt sig i Rom till Antonio Canova och blev klassicismens representant i Tyskland. Flera av hans tidigare arbeten, mestadels statyer i marmor med mytologiska motiv finns på slottet eller museet i Stuttgart. Mest känd av hans skulpturer blev Ariadne på pantern, åt vilken en särskild liten byggnad uppfördes vid det Bethmann-Hollwegska palatset i Frankfurt am Main. Han kända verk är hans porträttbyst av vännen Friedrich Schiller.

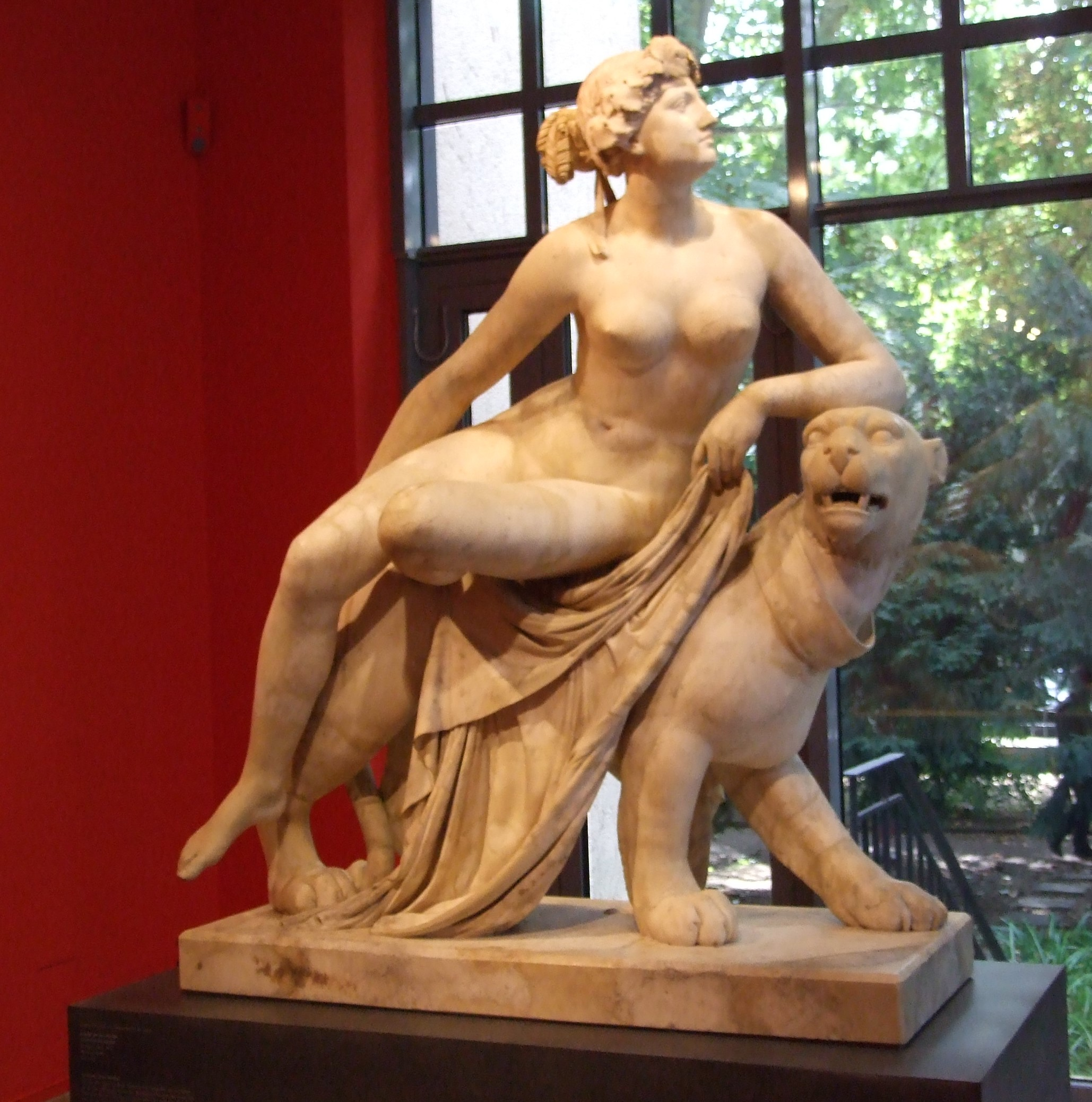
"Ariadne på pantern"
Putti med urna av Johann Heinrich Dannecker